# Investeringsfond
En investeringsfond (engelsk: investment fund) er en investeringsvirksomhed med en sammenslutning af investorer.
Fonden investerer bl.a. i aktier og/eller obligationer.